# Epifyl

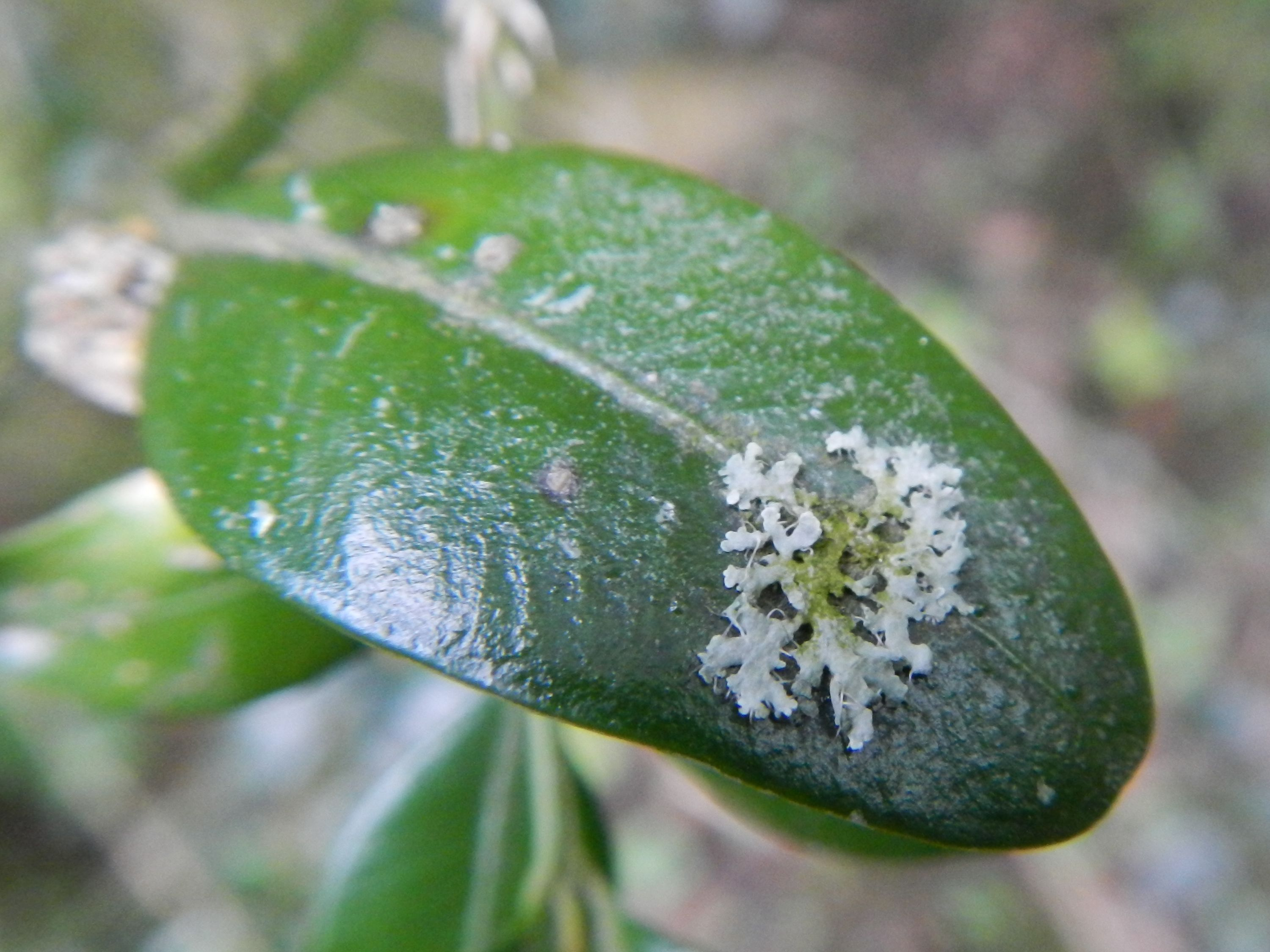
Een epifyllisch exemplaar van heksenvingermos, een epifytisch korstmos dat een enkele keer ook epifyllisch voorkomt.

Een epifyl is een epifyt die de bovenzijde van het blad (en soms ook de bladsteel) van vaatplanten als substraat gebruikt. De meeste epifyllen zijn schimmels, algen, en mossen maar er zijn ook vaatplanten die epifyllisch groeien, waaronder sommige tropische orchideeën.

## Epifyllische vegetatie
In de vegetatiekunde zijn syntaxonomisch maar enkele epifytische syntaxa van epifyllische microgemeenschappen onderscheiden. In Nederland komt slechts één klasse voor die wordt vertegenwoordigd door epifyllen: de druppelkorst-klasse.